# The Peel Sessions (альбом New Order)
The Peel Sessions (с англ. — «Сессии Пила») — альбом-компиляция британской рок-группы New Order, вышедший в 1990 году.

## Об альбоме
На «The Peel Sessions» собраны две сессии группы: первая записана на Би-би-си для передачи Джона Пила 26 января 1981 года (впервые выпущена на мини-альбоме в 1986 году); вторая была предварительно записана самостоятельно группой и вышла в эфир в передаче Пила 1 июня 1982 года (впервые выпущена на мини-альбоме в 1987 году).
К моменту выхода радиопередач в эфир ни одна из песен не была выпущена на пластинках. Песни радиосессии 1981 года были записаны позже с Мартином Хэннетом для дебютного альбома New Order «Movement». «We All Stand» и «5-8-6» с сессии 1982 года были затем записаны для альбома «Power Corruption & Lies» (1983). Ценность «The Peel Sessions» в том, что только на нём представлены песни «Turn The Heater On» (реггей Кейта Хадсона) и «Too Late» (они также ни разу не исполнялись группой на концертах).

## Обложка
В 2000 году альбом был переиздан с другой обложкой.

## Список композиций
1. «Truth» — 4:21
2. «Senses» — 4:25
3. «I.C.B.» — 5:19
4. «Dreams Never End» — 3:13
5. «Turn the Heater On» — 5:03
6. «We All Stand» — 5:26
7. «Too Late» — 3:39
8. «5-8-6» — 6:08

- 1—4 записаны 26 января 1981.
- 5—8 вышли в эфир 1 июня 1982 (записаны предположительно весной 1982).